# Бетел, Уилсон
Сти́вен Уи́лсон Бе́тел (англ. Stephen Wilson Bethel; род. 24 февраля 1984, Хилсборо, Нью-Гэмпшир, США) — американский актёр. Наиболее известен по ролям Бенджамина Пойндекстера / Меченого в сериалах «Сорвиголова» и «Сорвиголова: Рождённый заново», Райдера Каллахана в телесериале «Молодые и дерзкие» и Уэйда Кинселлы в телесериале «Зои Харт из южного штата».

## Биография
Сын американской писательницы Джойс Мэйнард. До того, как получить постоянную роль в телесериале канала CBS «Молодые и дерзкие», он появлялся в таких сериалах как, «Военно-юридическая служба», «Детектив Раш» и «Морская полиция: Спецотдел». За этими небольшими ролями последовала роль в фильме 2008 года о вьетнамской войне «Тоннельные крысы 1968», в котором он сыграл роль капрала Дэна Грина. Бетел сыграл капрала Эвана «Кью-Тип» Стаффорда в мини-сериале HBO «Поколение убийц» в 2008 году. Актёр появился во всех семи эпизодах сериала.
В телесериале «Зои Харт из южного штата» сыграл «плохого мальчика» Уэйда Кинселлу, соседа главной героини Зои Харт. Сайт BuddyTV поставил актёра на 14 место в «списке самых сексуальных мужчин на телевидении» в 2011 году, а в следующем году Бетел занял вторую строчку в этом списке.
При создании игры во вселенной Звёздных войн Star Wars 1313 предполагалось, что он сыграет протагониста игры. Однако Джордж Лукас настоял на том, чтобы протагонистом в игре выступал не оригинальный персонаж, специально созданный для игры, а Боба Фетт и актёра пришлось заменить.

## Личная жизнь
В ноябре 2020 года женился на Лизль Мартинес-Балагер. Их дочь родилась в ноябре 2022 года.

## Фильмография
| Год          |     | Русское название                   | Оригинальное название       | Роль                                |
| ------------ | --- | ---------------------------------- | --------------------------- | ----------------------------------- |
| 2004         | с   | Одинокие сердца                    | The O.C.                    | Брэд / The Telenovela               |
| 2005         | с   | Военно-юридическая служба          | JAG                         | матрос Чарльз Бендер / Dream Team   |
| 2005         | с   | Морская полиция: Спецотдел         | NCIS                        | Джон Кирби / Switch                 |
| 2008         | ф   | Тоннельные крысы 1968              | 1968 Tunnel Rats            | капрал Дэн Грин                     |
| 2008         | с   | Поколение убийц                    | Generation Kill             | капрал Эван (Кью-Тип) Стаффорд      |
| 2008         | с   | Детектив Раш                       | Cold Case                   | Джеймс (Джимми) Талли / Shore Leave |
| 2009—2011    | с   | Молодые и дерзкие                  | The Young and the Restless  | Райдер Каллахан                     |
| 2011         | тф  | Идеальный студент                  | The Perfect Student         | Трент                               |
| 2011         | ф   | Похищая лето                       | Stealing Summers            | Тревор                              |
| 2011—2015    | с   | Зои Харт из южного штата           | Hart of Dixie               | Уэйд Кинселла                       |
| 2012         | в   | Возмездие Эрпа                     | Wyatt Earp’s Revenge        | Док Холлидей                        |
| 2013         | кор |                                    | Inside the Box              | Мэтт Палмер                         |
| 2013         | ф   | Не сегодня                         | Not Today                   | Билл                                |
| 2013         | с   |                                    | Reception                   | Грег                                |
| 2013         | с   | Тримей                             | Treme                       | Лэнни Фокс / Dippermouth Blues      |
| 2013         | ф   |                                    | Cold Turkey                 | Хэнк                                |
| 2014         | вс  | Рейнджеры Лос-Анджелеса            | L.A. Rangers                | Паркер                              |
| 2014—2017    | с   |                                    | American Koko               | Сэлинджер                           |
| 2014         | ф   | Врождённый порок                   | Inherent Vice               | офицер №1                           |
| 2014         | кор |                                    | Memory 2.0                  | Генри                               |
| 2015         | с   | Мотель Бейтс                       | Bates Motel                 | Тейлор / Norma Louise               |
| 2015         | с   | Клуб жён астронавтов               | The Astronaut Wives Club    | Скотт Карпентер                     |
| 2015         | с   | Кровь и нефть                      | Blood & Oil                 | Финн                                |
| 2016         | с   | Мыслить как преступник             | Criminal Minds              | Рэнди Джейкобс / The Bond           |
| 2016         | с   | Харли и Дэвидсоны                  | Harley and the Davidsons    | Рэй Вейшаар / Race to the Top       |
| 2016—2017    | с   | Как избежать наказания за убийство | How to Get Away with Murder | Чарльз Махони                       |
| 2017         | кор |                                    | So It Goes                  | Джимми                              |
| 2018         | с   | Сорвиголова                        | Daredevil                   | Бенджамин Пойндекстер               |
| 2019—2022    | с   | Всем встать                        | All Rise                    | Марк Каллан                         |
| 2020         | ф   |                                    | Doors                       | Рикки                               |
| 2025 — н. в. | с   | Сорвиголова: Рождённый заново      | Daredevil: Born again       | Бенджамин Пойндекстер / Меченый     |